# Patuljasti kljunasti kit
Patuljasti kljunasti kit (Mesoplodon peruvianus) jedan je od novije otkrivenih vrsta roda Mesoplodon i još nije najbolje istražen. Prije samog otkrića vrste 1991. godine u Peruu, bilo je oko dvadesetak viđenja jedne vrste koja je privremeno bila poznata kao Mesoplodon sp. A, a kasnije se otkrilo da su ta viđenja vezana upravo uz ovu vrstu. 

## Fizički izgled
Narastu maksimalno do 3,96 m, što ih čini najmanjim kljunastim kitovima. Spolni dimorfizam očituje se u samoj veličini jedinke, pa se dužina ženki kreće do 3,5 m, a mužjaka do maksimuma same vrste, odnosno do ranije spomenutih 3,9 m. Mladunčad se koti s oko 1,5 m. Ženke su sivkaste na leđnoj površini tijela, a na prijelazu u bjelkastu trbušnu površinu javlja se maslinasto smeđa do sivo smeđa boja. Mužjaci su na ležnorepnom dijelu sivi, a prema lubanji imaju bjelkasti prijelaz koji se spaja s bjelkastom trbušnom površinom. Siva boja se javlja opet na leđnom dijelu glave, tako da taj bijeli dio gledajući s leđa ima oblik potkove. Također mu je tijelo išarano pravocrtnim prugama koje sliče na ožiljke. Leđna peraja je mala i trokutastog oblika u oba spola. Mladunčad je tamno do svjetlo sivo-smeđa, bez linija. Glave su svjetlije sa strane, a tamnije medijano, crno-smeđe boje. Trbušna površina tijela još uvijek je bjelkasta ili bar znatno svjetlija od ostatka. Mužjaci također imaju dva zuba na apeksu mandibule. 

## Ponašanje
Također nije dovoljno istraženo, no najčešće su viđani u grupama do 8 jedinkâ. U plitkom disanju, tijekom izlaska po zrak, prvo izranja glava i lubanjski dio torza, a kada glava već krene uranjati, tek se onda pojavljuje leđna peraja.